# Bistum Comminges
Das Bistum Comminges (lateinisch Dioecesis Convenarum) war eine in Frankreich gelegene römisch-katholische Diözese mit Sitz in Saint-Bertrand-de-Comminges.

## Geschichte

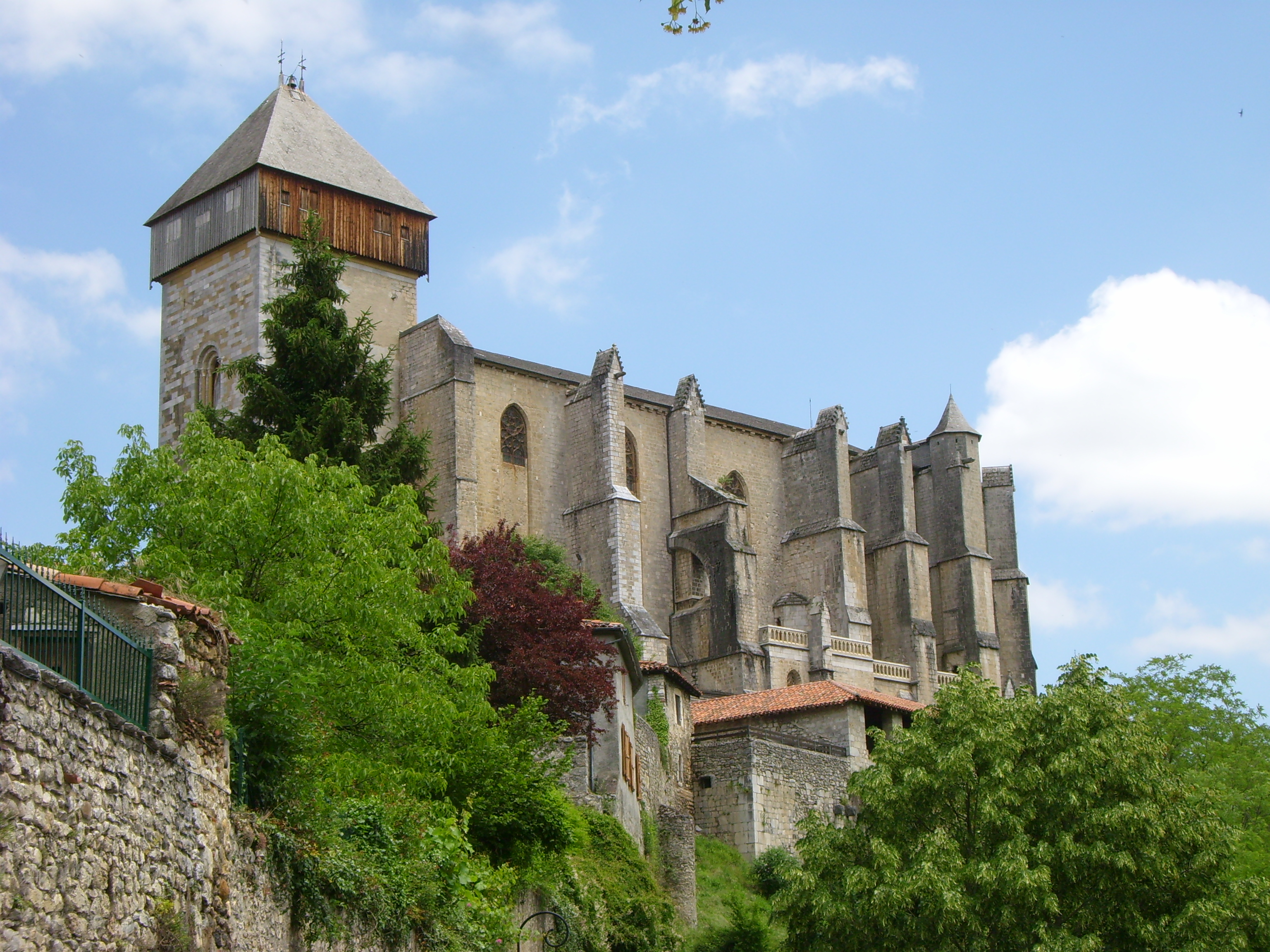
Kathedrale Notre-Dame in Saint-Bertrand-de-Comminges

Das Bistum Comminges wurde im 5. Jahrhundert errichtet. Es wurde dem Erzbistum Eauze als Suffraganbistum unterstellt. Erster Bischof war Suavis. Mitte des 9. Jahrhunderts wurde das Erzbistum Eauze zum Erzbistum Auch umfirmiert und das Bistum Comminges blieb diesem als Suffragansitz unterstellt.
Am 29. November 1801 wurde das Bistum Comminges infolge des Konkordats von 1801 durch Papst Pius VII. mit der Päpstlichen Bulle Qui Christi Domini aufgelöst und das Territorium wurde dem Erzbistum Toulouse und dem Bistum Bayonne angegliedert.
Im Jahre 1763 umfasste das Bistum Comminges 280 Pfarreien.